# Świergotek rdzawogardły
Świergotek rdzawogardły, świergotek rdzawogardlisty (Anthus cervinus) – gatunek małego ptaka z rodziny pliszkowatych (Motacillidae).

## Występowanie
Świergotek rdzawogardły zamieszkuje północną część Europy i Azji oraz zachodnią Alaskę. Jest ptakiem wędrownym. Jego przyloty można zaobserwować późną wiosną – w kwietniu i maju. We wrześniu i październiku odlatuje z dalekiej północy daleko na południe do Afryki (głównie na południe od Sahary) i południowej Azji. W okresie migracji pojedyncze osobniki i stadka obserwuje się nad brzegami stawów i rzek oraz na łąkach w środkowej i południowej Europie.
W Polsce regularnie, ale skrajnie nielicznie pojawia się na przelotach. Częściej widywano go raczej na wybrzeżu niż w głębi lądu, pojedynczo lub w małych grupach.

## Systematyka
Obecnie świergotka rdzawogardłego uznaje się za gatunek monotypowy, choć proponowano wydzielenie populacji z zachodniej Eurazji (po półwysep Tajmyr na wschodzie) do podgatunku rufogularis.

## Charakterystyka

### Cechy gatunku

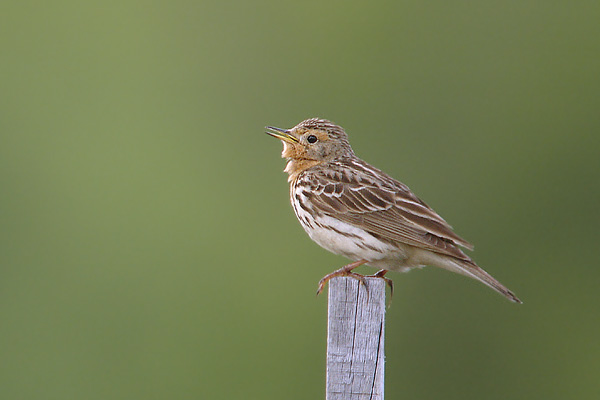
Ptak ma w okresie lęgowym specyficzne rdzawe podgardle

Ptak o dość krępym i krótkim ogonie. Świergotek rdzawogardły ma cienki dziób (u dorosłych jest dwubarwny), białą obrączkę wokół oczu i białe brwi, białe gardło i ciemną smugę na policzku. Wierzch ciała ciemnobrązowy z czarnymi i białawymi plamkami, gęste kreskowania na spodzie ciała, skrzydła prawie czarne z białawymi lotkami. W kierunku wnętrza skrzydła lotki pierwszego rzędu od drugiej do piątej stają się wyraźnie krótsze. Spód ciała żółtawy z ciemnymi smugami. Kuper plamkowany. Ogon czarny z białymi zewnętrznymi sterówkami, różowe nogi. Dymorfizm płciowy widać po cynamonowoczerwonym zabarwieniu w szacie godowej samca. Wiosną i latem gardło wraz z brwiami stają się różowawe. W locie widać u dorosłego ptaka czerwonoceglaste podgardle i piaskowo-pomarańczowe policzki, a u niektórych, zwykle samic, taką barwę ma też czoło i część piersi. W szacie spoczynkowej i u osobników młodych nie widać rdzawego gardła, toteż w tym okresie trudno w terenie odróżnić go od innych świergotków. Młode są szare z gęsto plamkowaną płową piersią i jasnymi liniami na grzbiecie.
Świergotek rdzawogardły jest podobny do świergotka łąkowego jesienią i zimą, ma jednak wyraźniejsze plamkowanie grzbietu i czarne plamkowanie pokryw podogonowych. Wielkością i postawą przypomina też świergotka drzewnego.
Często siada na krzewach, przewodach elektrycznych i płotach.

### Głos
Świergotka rdzawogardłego można odróżnić w stadzie wędrujących świergotków łąkowych po jego głosie (wzbijając się do góry wydaje dwusylabowe, ostro zaznaczone, a potem niewyraźne „di-er” lub wysokie, przeszywające, piskliwe „si-er” lub gwałtowne i milknące „psiii”, podobne do głosu potrzosa). Piosenka jest głośna, a samiec wykonuje ją w locie.

### Wymiary średnie
długość ciała14–15 cm

### Masa ciała
16–29 g

## Biotop

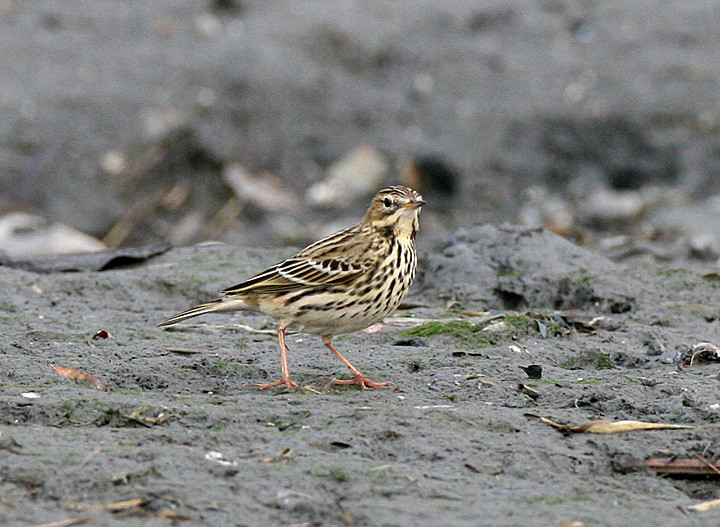
Świergotek rdzawogardły w szacie spoczynkowej

To typowy gatunek arktyczny. Zasiedla północne bagna i podmokłą, krzewiastą tundrę – podmokłe trawiaste obszary, mokre łąki, porośnięte karłowatą brzozą i wierzbą, mokradła porośnięte turzycami. Gnieździ się w kępach krzewów w pobliżu lapońskich domów i zagród. W czasie wędrówek spotyka się świergotki rdzawogardłe na wybrzeżu i terenach otwartych takich jak pola ze świetlistymi zadrzewieniami. W miejscach wypoczynku, ale i na lęgowiskach, towarzyszą mu często świergotki łąkowe.

## Okres lęgowy
Ze względu na północne warunki klimatyczne okres lęgowy jest opóźniony.

### Gniazdo
Zbudowane ze źdźbeł traw i mchu, wyłożone miękką trawą, a czasem włosiem. Jest ukryte przez samicę w trawie i karłowatych krzewach, podobnie jak u innych świergotków.

### Jaja

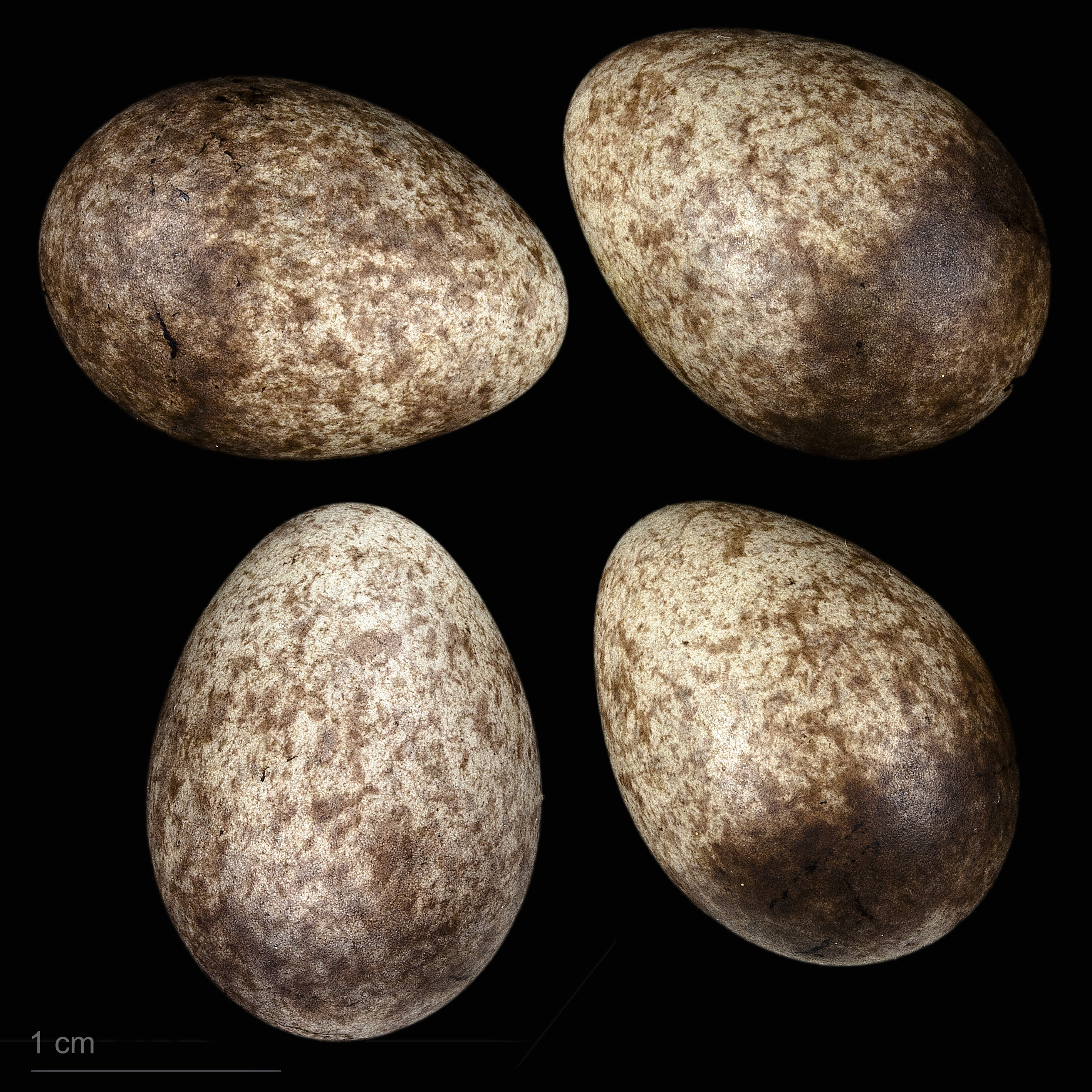
Anthus cervinus

Jeden okres lęgowy w ciągu roku; przypada na czerwiec i lipiec. Składa 4–6 jaj, podobnych do jaj świergotka łąkowego, ale z większymi i ciemniejszymi plamami.

### Wysiadywanie
Samica wysiaduje je około 13 dni i po około 13 dniach młode opuszczają gniazdo, choć nie są jeszcze wtedy w pełni zdolne do lotu. W tym momencie samiec pomaga w ich karmieniu. Opiekują się potomstwem zatem oboje rodzice. Przy zakłóceniu spokojnego odchowywania młode mogą przedwcześnie opuścić chroniące je lęgowisko i łatwo wtedy ziębną i chorują. Poza tym są łatwym łupem dla drapieżników.

## Pożywienie
Świergotek rdzawogardły żywi się głównie owadami, które żyją w podłożu. Zjada również pająki, stonogi, małe ślimaki, robaki i materiał roślinny, taki jak nasiona traw i innych roślin.

## Status i ochrona
IUCN uznaje świergotka rdzawogardłego za gatunek najmniejszej troski (LC – Least Concern) nieprzerwanie od 1988 roku. Organizacja Partners in Flight w 2017 roku szacowała liczebność światowej populacji na około 2 miliony dorosłych osobników. Globalny trend liczebności populacji uznawany jest za stabilny.
Na terenie Polski gatunek ten jest objęty ścisłą ochroną gatunkową.